# World on Fire (Thirty Seconds to Mars)
World on Fire è un singolo dei Thirty Seconds to Mars, pubblicato il 13 settembre 2023 come quarto estratto dall'album in studio It's the End of the World but It's a Beautiful Day.

## Descrizione
Il 23 agosto 2024 è stato pubblicato come singolo radiofonico.

## Tracce
1. World on Fire – 3:19